# Aeroporto di Venezia-Lido
L'aeroporto di Venezia-Lido "Giovanni Nicelli" (un tempo chiamato aeroporto di Venezia-San Nicolò), è situato nella parte nord dell'isola del Lido di Venezia.
La pista in erba è di 994×45 m, con orientamento 05/23. L'aeroporto è anche dotato di eliporto, con area di atterraggio in erba di 25×35 m.

## Storia
Il primo volo di un aeroplano su Venezia, un Farman II francese, pilotato dal campione automobilistico Alessandro Umberto Cagno, risale al 1911 e fu il risultato di una iniziativa pubblicitaria della Compagnia Italiana Grandi Alberghi per attirare e divertire la ricca clientela.
Dopo quella prima esperienza, le esibizioni aeronautiche continuarono e, nella primavera del 1914, una pubblicità dell'Hôtel Excelsior avvertiva i futuri clienti che ci sarebbero stati a disposizione due idrovolanti, per il loro divertimento. Lo scoppio della prima guerra mondiale annullò l'iniziativa.
L'importanza della città lagunare come base di idrovolanti militari fu ben presto compresa dalla Regia Marina, che il 25 aprile 1913, festa di San Marco, battezzò la nascita della prima squadriglia di idrovolanti al mondo, con il nome appunto di San Marco e con sede presso l'Arsenale. Alla squadriglia era annessa la scuola di pilotaggio, realizzandosi in tal modo un progetto proposto sin dal 30 ottobre 1912 dal capitano di fregata Ludovico de Filippi, brevettato a Centocelle nel 1910 e vice-ispettore dei Servizi Aeronautici del Ministero della Guerra sin dal 6 aprile 1911. In un primo tempo, l'attività della scuola si svolse nel canale delle Vergini, presso l'Arsenale, ma poco dopo venne trasferita sul nuovo idroscalo, realizzato nel canale del forte di S. Andrea, nell'isola delle Vignole, non lontano dalla bocca di porto del Lido. L'organico della scuola era costituito dalla Squadriglia S. Marco, che utilizzò inizialmente 8 idrovolanti di tipo eterogeneo (un idro Ginocchio, tre Borel 100 Hp, un Borel 80 Hp, due Curtiss Paulham 1912 e un Bréguet).

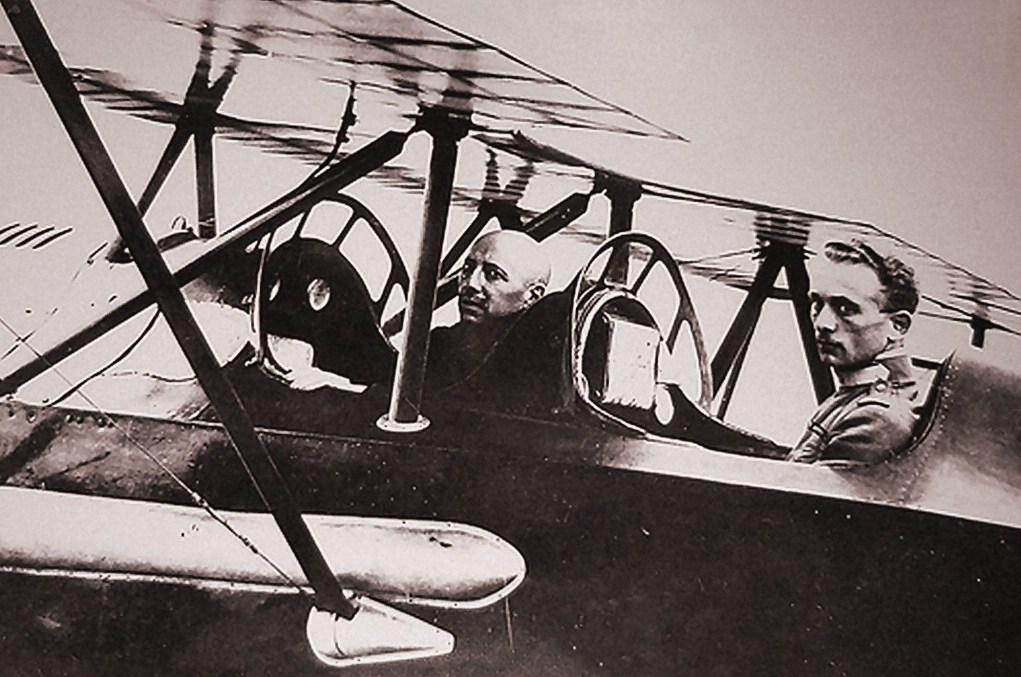
Gabriele D'Annunzio

Il 26 aprile 1912 la scuola di aviazione Caproni, utilizzando un Ca.12, effettuò anche il primo trasporto di un passeggero pagante in Italia.
Allo scoppio della prima guerra mondiale, Venezia fu facilmente esposta agli attacchi dei bombardieri austriaci, che colpirono la città fin dal primo giorno.

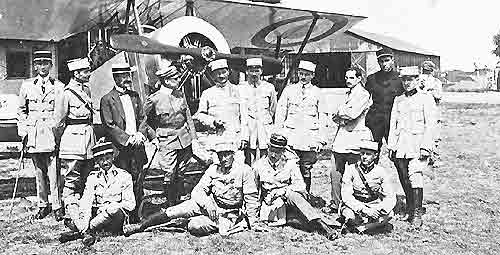
D'Annunzio con i piloti della Escadrille de Venise. Alla sua destra il Console francese

Per difendere la città lagunare dagli attacchi dall'alto, fu necessario ricorrere all'aiuto dell'alleato francese, rappresentato da una squadriglia di caccia terrestri, l'Escadrille N 92 i - N 392 - N 561, dotata di aerei Nieuport in vari modelli; essa, dal giugno 1916, passò dai Nieuport 10 ai Nieuport 11 e, nel successivo ottobre, ai Nieuport 17. La squadriglia, nota anche come Escadrille de Venise, ebbe come base operativa, dal dicembre 1915, il campo del forte San Nicolò, al Lido.
I reparti dell'aviazione italiani e francesi operarono con efficacia in numerose missioni di ricognizione, bombardamento di basi nemiche e difesa della città. 
Dall'11 marzo 1918, il Lido vide anche la nascita della 1ª Squadriglia navale S.A. (o Prima Squadriglia Navale Siluranti Aeree), al comando dello scrittore e Maggiore Gabriele D'Annunzio, che vi rimase fino all'autunno 1919.
La Regia Marina, nel 1918, vi creò qui la 241ª Squadriglia, comandata dal Tenente di Vascello Luigi Bologna ed alla quale appartenevano i Sottotenenti Giorgio Parodi e Giovanni Ravelli, dotata di almeno 9 Hanriot HD.1 e 3 Nieuport 10 e Nieuport 17 per addestramento.
Dopo la guerra, il 18 agosto 1926, dalla pista dell'aeroporto di San Nicolò al Lido decollò il primo volo di linea italiano, operato dalla Società Anonima Transadriatica, gestita dall'ingegner Renato Morandi; esso era diretto a Vienna via Klagenfurt ed era effettuato con trimotori Junkers G 24. L'aeroporto del Lido, battezzato “Giovanni Nicelli”, divenne così il primo aeroscalo d'Italia. La linea venne estesa l'anno successivo a Roma-Foligno-Venezia-Vienna, da parte sempre della Società Anonima Transadriatica.
Nel 1927 e 1928 il famoso aviatore Mario de Bernardi ottenne qui i Primati mondiali di velocità di volo, a bordo di un Macchi M.52 e di un Macchi M.52bis. 

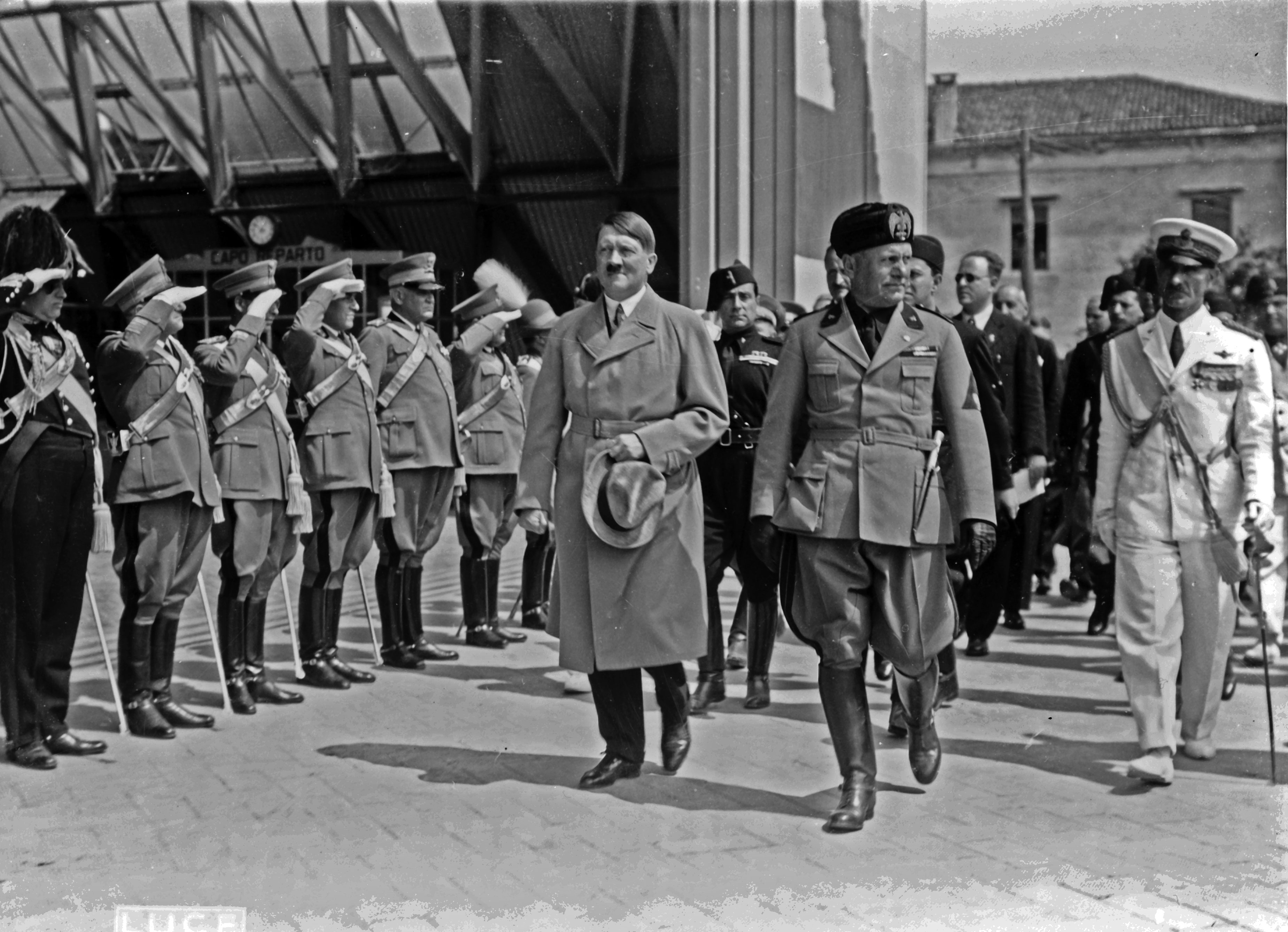
Lo storico primo incontro tra Hitler e Mussolini al Lido. Giugno 1934

Negli anni Cinquanta, per l'aeroporto iniziò il declino; tutte le compagnie che vi operavano si trasferirono, prima a Treviso (1953), poi al nuovo aeroporto di Tessera (1960). L'11 settembre 1970 l'aeroporto del Lido venne investito da un tornado, che danneggiò gravemente gli aeromobili in pista. Nel 1974 anche le Officine Aeronavali vennero spostate a Tessera. L'aeroporto, per anni, rimase attivo solo grazie al locale Aeroclub.
La sua aerostazione è l'unica in Italia ad essere rimasta indenne dai bombardamenti della seconda guerra mondiale e testimonia, oggi, il tipico stile architettonico delle aerostazioni anni '30; in essa, vi è un affresco raffigurante una mappa delle linee aeree del periodo.